# 江原川
江原川（えばらがわ）は、大阪府池田市、兵庫県伊丹市を流れる淀川水系の4次支川である。

## 地理
北摂山系の五月山南斜面に源を発する管理延長1.04km程度の準用河川で、主に池田市の市街地を流下している。
流路の大部分は石積護岸またはコンクリート製護岸の水路である。
伊丹市下河原西石塚で箕面川に合流した後、猪名川に合流する。

## 流域の自治体
大阪府
池田市
兵庫県
伊丹市